# Weißbürzelsegler
Der Weißbürzelsegler (Apus caffer), früher Kaffernsegler genannt, ist mit 14 Zentimetern Länge ein vergleichsweise kleiner Vertreter der Familie der Segler und ein naher Verwandter des in Europa weit verbreiteten Mauerseglers. Wie alle Segler jagt der Weißbürzelsegler in der Luft nach Insekten und Spinnentieren.
Ursprünglich war das Verbreitungsgebiet dieser Vogelart auf Afrika südlich der Sahara beschränkt, erst seit einigen Jahren brütet der Weißbürzelsegler auch in Marokko, in Südspanien und mit wenigen Paaren in Portugal.

## Beschreibung

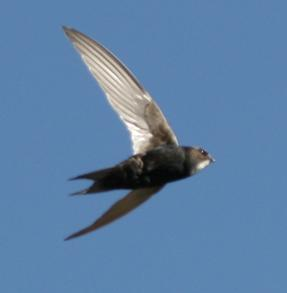
Weißbürzelsegler im Flug

Der Weißbürzelsegler hat die für einen Segler typische Gestalt, also einen schlanken Rumpf und vergleichsweise lange, sichelförmige Flügel, wobei bei ihm diese Merkmale sogar besonders ausgeprägt sind. Der Schwanz ist lang und im geöffneten Zustand tief gegabelt, charakteristisch für diese Art ist jedoch, dass der Schwanz über lange Zeiträume im Flug geschlossen gehalten wird und dabei wie eine spitze Nadel aussieht.
Das Gefieder des Vogels ist weitgehend schwarz, der auffallende weiße Kehlfleck bildet einen deutlichen Kontrast. Der ebenfalls weiße Bürzel, dem die Art ihren jetzigen deutschen und auch englischen Namen verdankt (White-rumped swift), ist im Flug nur zu sehen, wenn man den Vogel von der Seite sieht. Beide Geschlechter des Weißbürzelseglers sehen gleich aus.
Der Kontrast zwischen schwarz und weiß unterscheidet den Weißbürzelsegler deutlich von fast allen anderen sympatrisch vorkommenden Seglerarten, außer dem Horus- und dem Haussegler. Der Horussegler kann durch seine größere, massigere Erscheinung unterschieden werden, der Haussegler ist an seinem typischen Schwanz zu erkennen, der rechteckig im geschlossenen und nur leicht gerundet im offenen Zustand ist.
Die Lautäußerungen sind nicht sehr auffallend, der Weißbürzelsegler ist recht still, besonders im Vergleich zum Haussegler. Meist hört man ein zirpendes Trillern, das wie sip-sip-sip-siep-sip-sip klingt, tiefer als beim Haussegler ist und entfernt an Lautäußerungen von Fledermäusen erinnert.

## Verbreitung und Wanderungen
Das Verbreitungsgebiet  südlich der Sahara ist ausgedehnt, aber recht zerstückelt. Im Osten Afrikas ist der Weißbürzelsegler der verbreitetste Segler in ländlichen Gebieten. Auch im Süden Afrikas, besonders in Mosambik, bestehen reichliche Vorkommen, wobei die Bestände zunehmen, was hauptsächlich an den durch Brückenbauten zusätzlich geschaffenen Nistplätzen liegt. Der Weißbürzelsegler parasitiert dort die Nester von Schwalben. Im Westen Afrikas ist das zwar ausgedehnte Brutgebiet weit mehr zerstückelt.
Erst kürzlich wurde das Verbreitungsgebiet auf den Westen der Paläarktis ausgedehnt, wo es sich aber auf kleinere, meist isolierte Vorkommen in Marokko sowie im Süden Spaniens beschränkt. Zurzeit ist auf der Iberischen Halbinsel eine Bestandszunahme und Arealausweitung nach Norden und Nordwesten festzustellen. Einzelne Brutplätze sind auch aus Portugal bekannt. In der Vogelschutzrichtlinie der EU (VSR) ist die Art als einzige der Familie der Segler gelistet,  für deren Lebensraum diese Mitgliedsstaaten besondere Schutzmaßnahmen zu ergreifen, vor allem Schutzgebiete einzurichten haben, um dort ihr Überleben und ihre Vermehrung wegen ihrer Seltenheit oder Empfindlichkeit zu sichern. In Deutschland genießt die Art damit einen höheren Schutz als die anderen, sämtlich besonders geschützten heimischen Vogelarten, indem die Inbesitznahme, der Gewahrsam oder das Verarbeiten auch toter Tiere sowie das Zerstören von Eiern unter Strafe gestellt ist.
Die Vögel der Westpaläarktis sind vermutlich Zugvögel, sicher ist dies aber nur für die spanische Population. Die Winterquartiere sind unbekannt. Die Individuen der afrikanischen Population südlich des Sambesi sind ebenfalls Zugvögel. Auch die Winterquartiere dieser Vögel sind nicht sicher bekannt, es wurde vermutet, dass sie nördlich des Äquators liegen. Ziehende Vögel bilden Schwärme von bis zu 100 Vögeln. In den restlichen Teilen des Verbreitungsgebiets ist der Weißbürzelsegler Standvogel mit einigem nachbrutlichem Dispersal.

## Lebensraum
Wegen der Inbesitznahme von Nestern anderer vor allem an Brücken und Gebäuden brütender Arten sind auch die Nistplätze des Weißbürzelseglers vorwiegend an den Menschen gebunden, natürliche Nistplätze sind selten. Dabei hat der Weißbürzelsegler eine Vorliebe für
Nester der Rötelschwalbe, anderer Schwalben und des Hausseglers. Innerhalb seines Verbreitungsgebiets findet man die Art in verschiedensten Lebensräumen, von recht trockenen Savannen bis zu Wäldern im Bereich des Äquators. Auch der Hohe Atlas ist bis in eine Höhe von 2500 Metern besiedelt.

## Fortpflanzung
Bei dem sowohl auf der Süd-, der Nordhalbkugel und in Äquatornähe brütenden Weißbürzelsegler ist die Brutzeit gebietsabhängig sehr unterschiedlich. Die Legezeit ist beispielsweise in Marokko im Juli, in Angola von Januar bis Februar, im August sowie im Oktober oder in Südafrika hauptsächlich zwischen Oktober und Januar.
Die Nestübernahme von Schwalben- oder Nestern des Hausseglers erfolgt teilweise gemeinschaftlich durch Gruppen von 4 bis zu 6 Vögeln, die sich wiederholt am Nesteingang festklammern, während der Nestbesitzer anwesend ist. Eine andere Strategie ist die Nestübernahme eines neuen Nests, das beinahe das nutzbare Stadium erreicht hat, in Abwesenheit des Nestbesitzers, wobei der Eingang mit Speichel verkleinert wird, um dem ursprünglichen Nestbesitzer den Zugang zu erschweren. Eine wiederholte Nutzung eines Nistplatzes über 9 Jahre wurde nachgewiesen, bei der Partnertreue waren es 3 Jahre.
Weißbürzelsegler sind im Alter von zwei Jahren geschlechtsreif. Es gibt zwei Jahresbruten in Teilen des Brutgebiets, in Tansania wurden auch schon drei beobachtet. Die Gelegegröße liegt zwischen einem und drei Eiern. Beide Geschlechter beteiligen sich gleichermaßen am Brutgeschäft. Die durchschnittliche Brutzeit beträgt in Tansania 21, die Nestlingszeit 42 Tage. In Südafrika lagen die beobachteten Zeiten knapp 10 Prozent darüber. Der Bruterfolg liegt in Tansania bei 76, in Südafrika bei 57 Prozent.